# Błona czworokątna
Błona czworokątna (łac. membrana quadrangularis) – w anatomii człowieka górna część błony włóknisto-sprężystej krtani, wyściełającej wewnętrzne powierzchnie chrząstek krtani, odpowiadającej głębokiej warstwie blaszki właściwej błony śluzowej. Jest słabsza i mniej sprężysta niż stożek sprężysty, stanowiący część dolną.
Błona czworokątna przyczepia się po obu stronach do bocznych brzegów chrząstki nagłośniowej, powierzchni tylnej kąta chrząstki tarczowatej i na brzegach przyśrodkowych chrząstek nalewkowatych. Może przyczepiać się też do chrząstek różkowatych. Wolny brzeg górny błony czworokątnej, rozciągający się pomiędzy chrząstką nalewkowatą i różkowatą a szczytem chrząstki nagłośniowej, stanowi podłoże fałdu nalewkowo-nagłośniowego. Również wolny brzeg dolny, pogrubiały, stanowi więzadło przedsionkowe, będące podłożem fałdu przedsionkowego.